# Abdenasser El Khayati
Abdenasser El Khayati (ur. 7 lutego 1989 w Rotterdamie) – holenderski piłkarz marokańskiego pochodzenia występujący na pozycji napastnika w klubie ADO Den Haag. Wychowanek PSV Eindhoven, w swojej karierze grał także w takich zespołach jak Den Bosch, NAC Breda, Olympiakos Nikozja, Kozakken Boys, Burton Albion oraz Queens Park Rangers.